# Synagoga Wołyńsko-Krotoszyńska we Wrocławiu (ul. Karola 27)
Synagoga Wołyńsko-Krotoszyńska we Wrocławiu – nieistniejąca synagoga terytorialna, która znajdowała się we Wrocławiu, przy ulicy Karola 27.
Synagoga została założona w XIX wieku. Została przeniesiona ze starej siedziby mieszczącej się w Szkole Szermierniczej. Uczęszczały do niej głównie osoby pochodzące z regionu wołyńskiego i krotoszyńskiego. W 1903 roku synagoga została zamknięta.